# Rouguy Diallo
Rouguy Diallo (5 de febrero de 1995) es una deportista de Francia que compite en atletismo. Ganó una medalla de oro en el Campeonato Europeo de Atletismo por Equipos de 2021, en la prueba de triple salto.